# Zvonice (Louka)
Návesní zvonice se nachází v centru obce Louka v okrese Hodonín. Jedná se o kapličku se zvonicí. Památkově chráněna je od roku 1958 a 1. října 2014 byla prohlášen za národní kulturní památku. Proslavila se po celém světě díky malérečce Anežky Kašpárkové. Kaplička je významná tím, že ji každý rok nebo dva malovaly malérečky lidovými ornamenty.

## Popis stavby
Zvonice je postavena ve stylu selského baroka. Základem objektu je zděná stavba tvaru komolého jehlanu se zabudovaným schodištěm, zakončená stanovou střechou. Ve zvonovém patře jsou otevřené otvory se segmentovými záklenky. Na hlavním průčelí se nachází kapiový výklenek zdůrazněný rizalitovou předstupující hmotou s předloženými dvěma schody. Kolem okna jsou namalovány modré horňácké lidové ornamenty.

## Historie
Kaplička se zvonicí byla postavena za účelem, aby hladce probíhala rekatolizace místního obyvatelstva, které bylo do té doby převážně protestantského vyznání. Přesné datum výstavby není známo, ale předpokládá se, že byla vystavěna na počátku 18. století. Lidé si vážili nejen kapličky, ale také zvonu, který byl v ní a pocházel z roku 1715, protože už od pradávna věřili, že je kouzelný a jeho zvonění odhání krupobití. Když během první světové války bylo nutné přejít k válečnému hospodářství, sbíralo se všechno kovové a mosazné, až později přišly na řadu i zvony. O svůj zvon měla přijít i návesní zvonice, ale starosta obce Martin Frola komisi „obměkčil“ máslem, moukou a jinými tehdy vzácnými věcmi, a proto byl zvon ponechán. Během druhé světové války už se jim ale zvon uchránit nepodařil. 
Než byl v roce 1999 postaven nový kostel Panny Marie Růžencové, chodívali se k ní lidé i modlit. Dnes už jen zvon v kapličce oznamuje úmrtí některého z obyvatelů Louky. Zbytek funkcí plní zvony v kostele. Místní se o ní hodně starají. Každé jaro opravují kazy na omítce i na její výmalbě. Opravu vždy zajišťují rodiče dětí, které čeká v květnu první svaté přijímání v sousedním kostele a každé dva roky dostane kaplička nový bílý nátěr. Hned po natření se na ní ale začnou objevovat modré horňácké lidové ornamenty, které maluje zdejší malérečka.